# Marco Aurélio Moreira
Marco Aurélio Moreira (* 10. Februar 1952 in Muriaé) ist ein ehemaliger brasilianischer Fußballspieler und -trainer.

## Karriere
Aurélio begann seine Karriere 1970 bei Fluminense FC. 1976 wechselte er zu AA Ponte Preta. 1981 wurde er mit dem Verein Tabellendritter der Taça de Ouro. Von 1982 bis 1983 war er außerdem noch bei den Vereinen EC São Bento und EC Taubaté unter Vertrag. 1984 wechselte er zu Coritiba FC. Mit Coritiba wurde er 1985 brasilianischer Meister. Ende 1987 beendete er seine Karriere als Fußballspieler.
1998 wurde Aurélio beim Erstligisten AA Ponte Preta als Trainer eingestellt. Aurélio trainierte später etliche Vereine, dabei so namhafte wie EC Vitória, Cruzeiro EC, SE Palmeiras und Figueirense FC. 2000 gewann er mit Cruzeiro den Copa do Brasil. 

## Erfolge
Als Spieler
- Fluminense
  - Taça Guanabara: 1971
  - Staatsmeisterschaft von Rio de Janeiro: 1973

- Coritiba FC
  - Brasilianischer Meister: 1985
  - Staatsmeisterschaft von Paraná: 1986

Als Trainer
- Cruzeiro
  - Brasilianischer Pokalsieger: 2000
  - Copa Sul-Minas: 2002
  - Supercampeonato Mineiro: 2002